# Hoher Prijakt
Der Hohe Prijakt ist ein 3064 m ü. A. hoher gemeinsam mit dem Niederen Prijakt einen markanten Doppelgipfel im österreichischen Bundesland Tirol, der von Westen und Norden betrachtet eine der formschönsten Berggestalten der Schobergruppe darstellt. Dabei wurde das Gipfelkreuz auf dem vom Tal aus besser sichtbaren Niederen Prijakt platziert.

## Namensgebung
Der Name Prijakt taucht in Urkunden als Prejock (1774), Briact (1775), Priak (1816), Puriak/Puriock (1859) und Priagg (1874) auf. Der Name könnte das romanische Suffix -occu enthalten und sich von petroccu (petra: Stein) ableiten.

## Lage
Der Hohe Prijakt liegt im Westen der Schobergruppe im Gemeindegebiet von Ainet. Er besteht im Norden aus dem Nordpfeiler und der Nordostwand, der Ostgrat des Hohen Prijakt fällt über die Westliche Barrenegg-Scharte (2899 m) zum Barrenegg (2954 m) ab, die Südostflanke über das Zigat zum Alkuser See. Vom Niederen Prijakt ist der Hohe Prijakt an seiner Südostflanke durch die Prijaktscharte getrennt.

## Aufstieg
Der einfachste Anstieg auf den Hohen Prijakt erfolgt in ungefähr drei Stunden von der Hochschoberhütte in Richtung der Mirnitzscharte, später Richtung Südost am Barrenlesee vorbei bis kurz unterhalb der westlichen Barreneckscharte und schließlich über den unschwierigen Ostgrat zum Gipfel. Die Route ist markiert und im Sommer schnee- und eisfrei, erfordert aber Trittsicherheit.